# Sphaeropoeus sumatrensis
Sphaeropoeus sumatrensis är en mångfotingart som först beskrevs av Chamberlin 1945.  Sphaeropoeus sumatrensis ingår i släktet Sphaeropoeus och familjen Zephroniidae. Inga underarter finns listade i Catalogue of Life.